# Władysław Stiasny
Władysław Leon Stiasny (ur. 21 czerwca 1906 w Krakowie, zm. 9 grudnia 1988 tamże) – polski piłkarz występujący na pozycji obrońcy, trener.

## Kariera
Stiasny był przez całą karierę piłkarską związany z Cracovią. Treningi rozpoczął w 1923 roku w zespole juniorów, zaś po pięciu latach został przesunięty do seniorów, których trenował wówczas Józef Kałuża. W „Pasach” zadebiutował 1 listopada 1928 roku podczas przegranego 4:3 meczu z Czarnymi Lwów; do wyjściowego składu włączono go pod nieobecność Stanisława Ptaka. W sezonie 1932 Stiasny wywalczył z Cracovią mistrzostwo, zaś sezonie 1934 wicemistrzostwo Polski. Po zakończeniu kariery piłkarskiej pracował w charakterze pracownika banku, którą porzucił w 1952 roku na rzecz szkolenia młodzieży i trenerów. W latach 1955–1958 i 1960–1964 prowadził reprezentację Polski juniorów. W 1961 roku zdobył z nią srebrny medal na mistrzostwach Europy w Portugalii. Cztery lata później uzyskał tytuł trenera I klasy. Stiasny był trenerem reprezentacji Krakowa oraz koordynatorem przy Małopolskim Związku Piłki Nożnej. Zmarł 9 grudnia 1988 roku w Krakowie i został pochowany 14 grudnia na cmentarzu Rakowickim.

## Statystyki

### Klubowe
| Sezon | Klub     | Liga   | Liga krajowa | Liga krajowa |
| ----- | -------- | ------ | ------------ | ------------ |
| Sezon | Klub     | Liga   | Mecze        | Bramki       |
| 1928  | Cracovia | I Liga | 1            | 0            |
| 1929  | Cracovia | I Liga | 0            | 0            |
| 1930  | Cracovia | I Liga | 0            | 0            |
| 1931  | Cracovia | I Liga | 5            | 0            |
| 1932  | Cracovia | I Liga | 2            | 0            |
| 1933  | Cracovia | I Liga | 0            | 0            |
| 1934  | Cracovia | I Liga | 1            | 0            |
| Razem | Razem    | Razem  | 9            | 0            |

## Sukcesy

### Cracovia
- Mistrzostwo Polski w sezonie 1932[5]
- Wicemistrzostwo Polski w sezonie 1934[6]

### Trenerskie
- Wicemistrzostwo Europy juniorów w 1961 roku[4]

## Odznaczenia
- Krzyż Kawalerski Orderu Odrodzenia Polski[3]
- Medal 40-lecia Polski Ludowej[3]
- Zasłużony Działacz Kultury Fizycznej[3]
- Złota Odznaka „Za Pracę Społeczną dla Ziemi Krakowskiej”[3]
- Złota Odznaka „Za Pracę Społeczną dla Miasta Krakowa”[3]
- Honorowy członek Małopolskiego Związku Piłki Nożnej[3]
- Honorowy członek Polskiego Związku Piłki Nożnej (1985)[1]